# فوو كان هنا

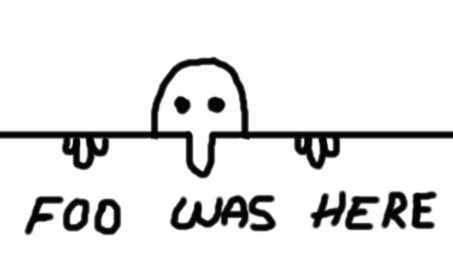
"فوو كان هنا" جرافيتي

«فوو كان هنا» توقيع كتابة على الجدران أسترالي من الثقافة الشعبية، ومعروف بشكل خاص لأستخدامه أثناء الحرب العالمية الأولى، ولكنه أصبح أيضًا شائعًا بين تلاميذ المدارس الأسترالية لأجيال ما بعد الحرب.
فوو (أو السيد تشاد) يظهر على أنه رجل ذو رأس أصلع (يُصوَّر أحيانًا ببضعة شعرات) يحدق من على جدار (عادةً يتشبث بثلاثة أصابع من كل يد على الحائط)، مع نقش بسيط «فوو كان هنا».
يقول تاريخ الجندي الأسترالي (Digger History)، التاريخ غير الرسمي للخدمات العسكرية الأسترالية والنيوزيلندية، عن فوو بإنه «تم وضعه على جانب عربات السكك الحديدية، وظهر في كل معسكر على الأرجح، وخدم في الحرب العالمية الأولى في القوة الأولى للقوات الملكية الأسترالية، وجعل وجوده بشكل عام». إذا كان هذا هو الحال، فأن «فوو كان هنا» سبق النسخة الأمريكية للحرب العالمية الثانية،«كيلروي كان هنا», قبل حوالي 25 عام.
وقد زعم بأن «فوو» ربما جاء من إختصار لـمسؤول المراقبة الأمامي، لكن من المحتمل أن يكون هذا بمثابة معكوس تاجي.